# Нагольненский сельсовет
Наго́льненский сельсовет — муниципальное образование со статусом сельского поселения в Пристенском районе Курской области Российской Федерации.
Административный центр — хутор Луг.

## История
Статус и границы сельсовета установлены Законом Курской области от 21 октября 2004 года № 48-ЗКО «О муниципальных образованиях Курской области».
Законом Курской области от 26 апреля 2010 года № 26-ЗКО в состав сельсовета включены населённые пункты упразднённого Луговского сельсовета.

## Население
| 2002 | 2010 | 2012 | 2013 | 2014 | 2015 | 2016 |
| ---- | ---- | ---- | ---- | ---- | ---- | ---- |
| 559  | ↗982 | ↘959 | ↘950 | ↘932 | ↘908 | ↘907 |
| 2017 | 2018 | 2019 | 2020 | 2021 |      |      |
| ↗918 | ↘904 | ↘888 | ↘877 | ↘845 |      |      |

## Состав сельского поселения
| № | Населённый пункт | Тип населённого пункта        | Население |
| - | ---------------- | ----------------------------- | --------- |
| 1 | Луг              | хутор, административный центр | ↘195      |
| 2 | Мокренький       | хутор                         | ↘141      |
| 3 | Нагольное        | село                          | ↘442      |
| 4 | Ржавчик          | хутор                         | ↘204      |